# Дзвінкий м'якопіднебінний проривний
Дзвінкий м'якопіднебінний (задньопіднебінний, велярний) зімкнено-проривний приголосний — тип приголосного звука, що існує в деяких людських мовах. Символ Міжнародного фонетичного алфавіту для цього звука — ɡ, а відповідний символ X-SAMPA — g. Символ МФА точно визначений як так зване «G з відкритим хвостиком» , але «G зі скрученим хвостиком»  вважається допустимою альтернативою. Символ Unicode «Latin small letter G» (U+0067) відображається як G з відкритим, або скрученим хвостиком залежно від шрифту, а символ «Latin small letter script G» (U+0261) завжди відображається як G з відкритим хвостиком, але наявний лише у шрифтах з блоком символів IPA Extensions.

## Властивості
- Тип фонації — дзвінка, тобто голосові зв'язки вібрують від час вимови.
- Спосіб творення — проривний або зімкнений, тобто повітряний потік повністю перекривається.
- Місце творення — м'яке піднебіння (артикулюється задньою спинкою язика на м'якому піднебінні)
- Ротовий (повітря виходить крізь рот)
- Центральний (повітря проходить над центральною частиною язика, а не по боках)
- Механізм передачі повітря — егресивний легеневий (під час артикуляції повітря виштовхується крізь голосовий тракт з легенів, а не з гортані, чи з рота)

## Українська мова
В українській мові цей звук передається на письмі літерою ґ та к.
Уподібнення глухого [k] до дзвінкого [g] відбувається тоді, коли наступний приголосний звук є дзвінкий. Наприклад, у слові вокзал буква К позначає не звук [k], а звук [g]. Інші подібні слова: аякже, Великдень, повсякденний, екзамен, якби тощо.

## Приклади
| Мова       | Мова       | Слово               | Транскрипція  | Значення               | Примітки                        |
| ---------- | ---------- | ------------------- | ------------- | ---------------------- | ------------------------------- |
| Абхазька   | Абхазька   | ажыга               | [aˈʐəɡa]      | «совок»                | Див. Абхазька фонетика          |
| Англійська | Англійська | gadget              | [ˈɡædʒɪt]     | «пристрій»             |                                 |
| Грецька    | Грецька    | γκάρισμα / gkárisma | [ˈɡɐɾizmɐ]    | «ослячий крик»         | Див. Фонетика новогрецької мови |
| Іспанська  | Іспанська  | gris                | [ɡris]        | «сірий»                |                                 |
| Польська   | Польська   | gmin                | [ɡmʲin̪] д·і   | «населення, простолюд» | Див. Польська фонетика          |
| Російська  | Російська  | голова              | [ɡəɫɐˈva] д·і | «голова»               | Див. Російська фонетика         |
| Румунська  | Румунська  | gând                | [ɡɨnd]        | «думка»                | Див. Румунська фонетика         |
| Українська | Українська | ґанок               | [ˈɡɑ.n̪ɔk]     | «ґанок»                | Див. Українська фонетика        |